# Histoire des représentations érotiques

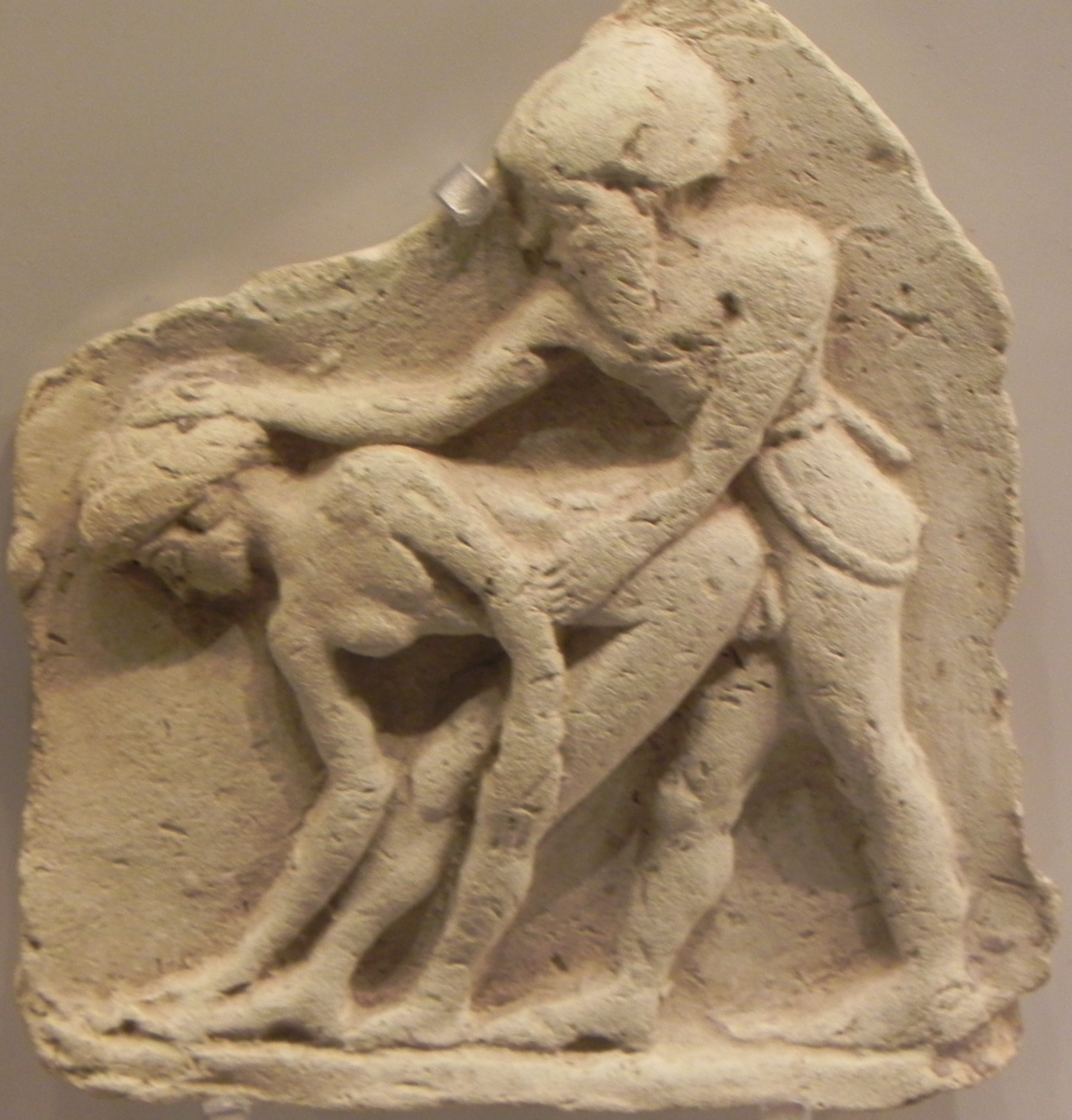
Rapport sexuel hétérosexuel, céramique mésopotamienne 2000 av. J.-C.

Les représentations érotiques sont les peintures, sculptures, photographies, œuvres musicales et littéraires qui montrent ou décrivent des scènes à caractère sexuel. 
On retrouve des représentations érotiques d’actes sexuels dans presque chaque civilisation, qu’elle soit antique ou moderne. 
Les civilisations les plus anciennes ont souvent associé l’acte sexuel à des forces surnaturelles, et les représentations de celui-ci et la spiritualité étaient souvent intimement liées. 
Dans les pays asiatiques tels que l’Inde, le Japon et la Chine, les représentations du sexe et l’art érotique ont des significations spécifiques au sein des religions nées dans ces pays que sont l’hindouisme, le bouddhisme, le shintoïsme et le taoïsme. 
Les Grecs et les Romains sont quant à eux à l’origine de nombreuses œuvres artistiques et décorations à caractère érotique, provenant également de leur croyance religieuse et culturelle particulièrement influente dans l’ouest de l’Europe,.
Plus récemment, les représentations érotiques ont évolué, allant de l’article de luxe à l’outil de publicité, constituant pour certains un produit ou un mode de vie. Les technologies de communication ayant elles aussi évolué, chaque nouvelle technique, telle que l’impression, la photographie, les films et les ordinateurs, ont été autant de supports nouveaux et moyens de diffusion de ces représentations.

## Réactions face aux représentations érotiques à travers l’histoire
Aux époques les plus anciennes, les représentations érotiques n’étaient qu’un sous-ensemble de l’art indigène ou religieux des diverses cultures et n’étaient à ce titre pas traitées différemment ni marginalisées. 

### La pornographie

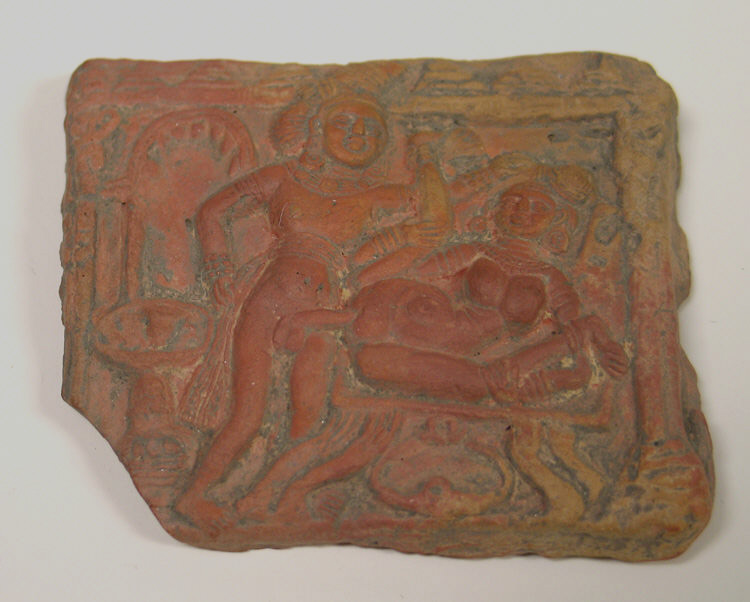
Plaque d'argile. Inde, Ier siècle avant notre ère.

Le concept de pornographie, dans son sens actuel, n’est apparu qu’à partir du XIXe siècle, durant l’époque victorienne. 
Sa définition initiale naît dans les années 1860, en remplacement des écrits anciens sur les prostituées. Le mot apparaît pour la première fois dans un dictionnaire médical anglais de 1857, et est défini comme la « description des prostituées ou de la prostitution, dans un but d’hygiène publique ». Cinq ans plus tard cependant, une seconde définition, plus obscène, apparaît dans le Webster’s Dictionary : « Peinture ou littérature licencieuse ; en particulier, la peinture antique utilisée pour décorer les murs consacrée aux orgies bacchanaliennes ». Bien que certaines pratiques sexuelles furent contrôlées ou interdites, le fait de simplement regarder des objets et images dépeignant ces actes n’était réprimé ou interdit dans aucun pays jusqu’en 1857. Dans certains cas, la possession de certains ouvrages, gravures ou images était illégal, mais l’établissement de lois restreignant ou interdisant de regarder des scènes sexuellement explicites date principalement de l’époque victorienne.
Lorsque de larges fouilles de Pompéi furent entreprises dans les années 1860, une grande partie de l’art érotique romain fut découverte, choquant les victoriens qui se voyaient les héritiers intellectuels de l’Empire romain. Ne sachant que faire de ces représentations explicites de la sexualité, ils tentèrent de les cacher du public. Les objets furent enfermés dans le musée secret à Naples, en Italie, et ce qui n’était pas objet fut recouvert et protégé, afin de ne pas outrager les susceptibilités des femmes, des enfants et de la classe ouvrière. Peu après, les lois en Angleterre (et dans une partie du monde) criminalisant la pornographie furent décrétées, avec l’adoption en Angleterre de l'Obscene Publications Act de 1857. En dépit de leur répression occasionnelle, les descriptions des thèmes érotiques sont communes à travers l’histoire.

## Les premières représentations

### En Occident

#### Préhistoire

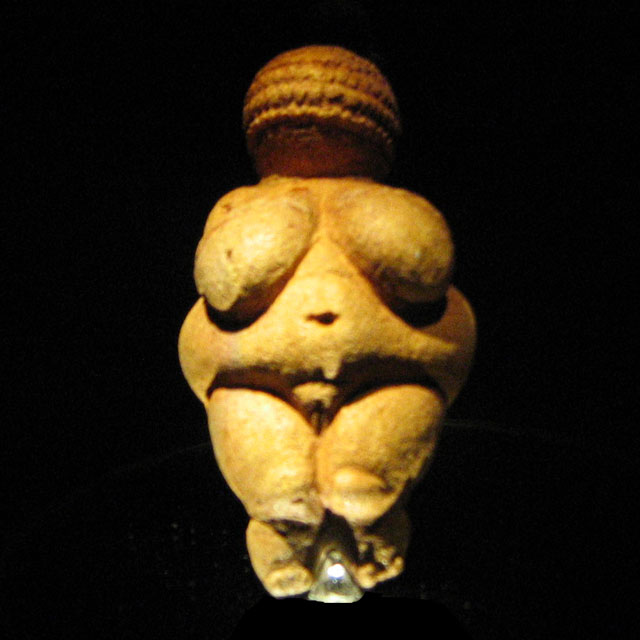
La Vénus de Willendorf, statuette préhistorique.

Les représentations érotiques les plus anciennes que l’on trouve sont des peintures et des gravures des grottes du Paléolithique. Les images les plus communes découvertes sont celles d’animaux, de scènes de chasse et de description des organes génitaux humains (qu’on pense être des symboles de fertilité). Des êtres humains nus, avec certains caractères sexuels exagérés, sont dépeints dans certaines peintures et objets façonnés du Paléolithique (comme les Vénus paléolithiques). Des découvertes dans les grottes de Creswell en Angleterre, qu’on pense vieilles de plus de 12 000 ans, contiennent quelques symboles qui pourraient être des représentations stylisées d’organes génitaux féminins. Toutefois, il n’y a aucune information sur le caractère érotique de ceux-ci, et il est probable que ces objets étaient utilisés dans des rituels religieux. Des archéologues en Allemagne ont rapporté en avril 2005 qu’ils avaient trouvé ce qu’ils croient être une scène vieille de 7200 ans dépeignant une silhouette masculine se pliant au-dessus d’une silhouette féminine, simulant des rapports sexuels. La silhouette masculine fut baptisée Adonis von Zschernitz. Cependant, on n’est pas certain que le but de ces objets façonnés ait été une excitation sexuelle. Il est probable que ces images aient pu avoir eu une signification spirituelle et soient probablement reliées aux rituels de fertilité.

#### Antiquité

##### Grèce

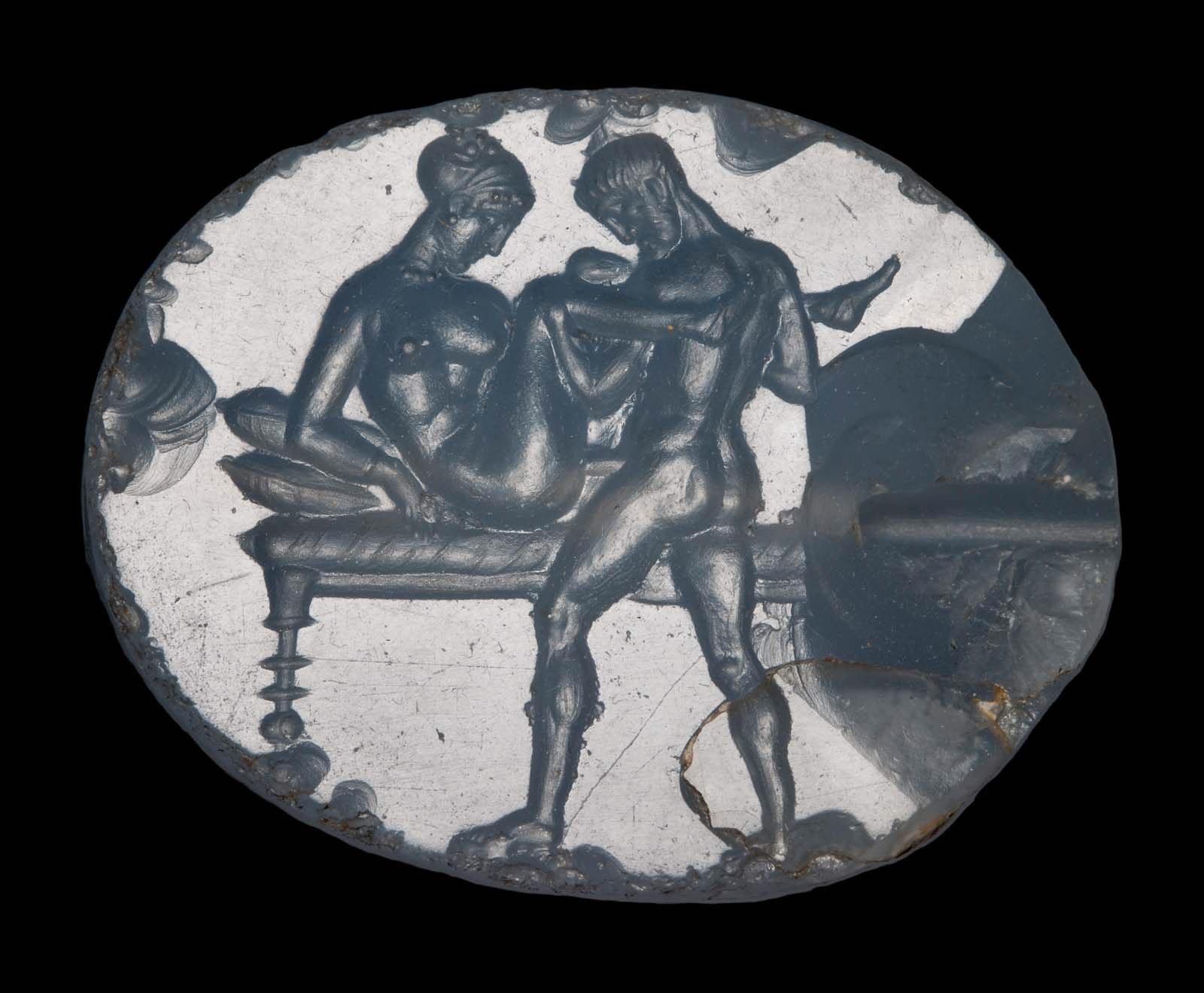
Gemme ovale de la Grèce antique

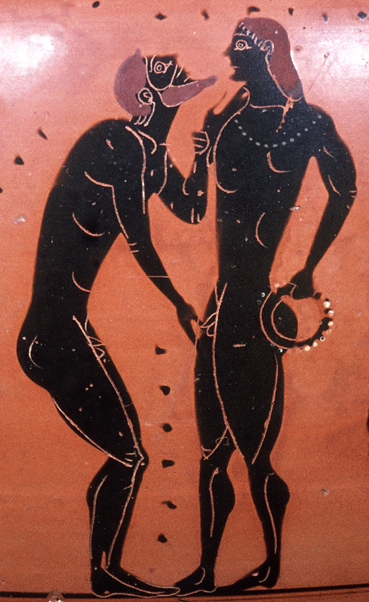
Scène de cour pédéraste traditionnelle sur une amphore athénienne du Ve siècle.

Les Grecs de l’Antiquité ont souvent peint des scènes sexuelles sur leurs céramiques, bon nombre d’entre elles étant notoires du fait qu’elles constituent les représentations homosexuelles et pédérastes les plus anciennes dont on dispose aujourd’hui. L’art grec dépeint souvent les relations sexuelles, mais il est impossible de faire une distinction sur ce qui était illégal ou immoral puisque les Grecs antiques n’avaient pas de concept de pornographie. Leur art reflète simplement des scènes de la vie quotidienne, certaines plus sexuelles que d’autres. Des phallus sont visibles dans des lieux de culte tels que le temple de Dionysos sur l’île de Délos, alors que le herma, petite statuette composée d’une tête sur un socle rectangulaire d’où se dresse un phallus, constituait un objet courant et une amulette. L’idéal masculin grec avait un petit pénis, une esthétique que les Romains adoptèrent plus tard,,.

##### Rome

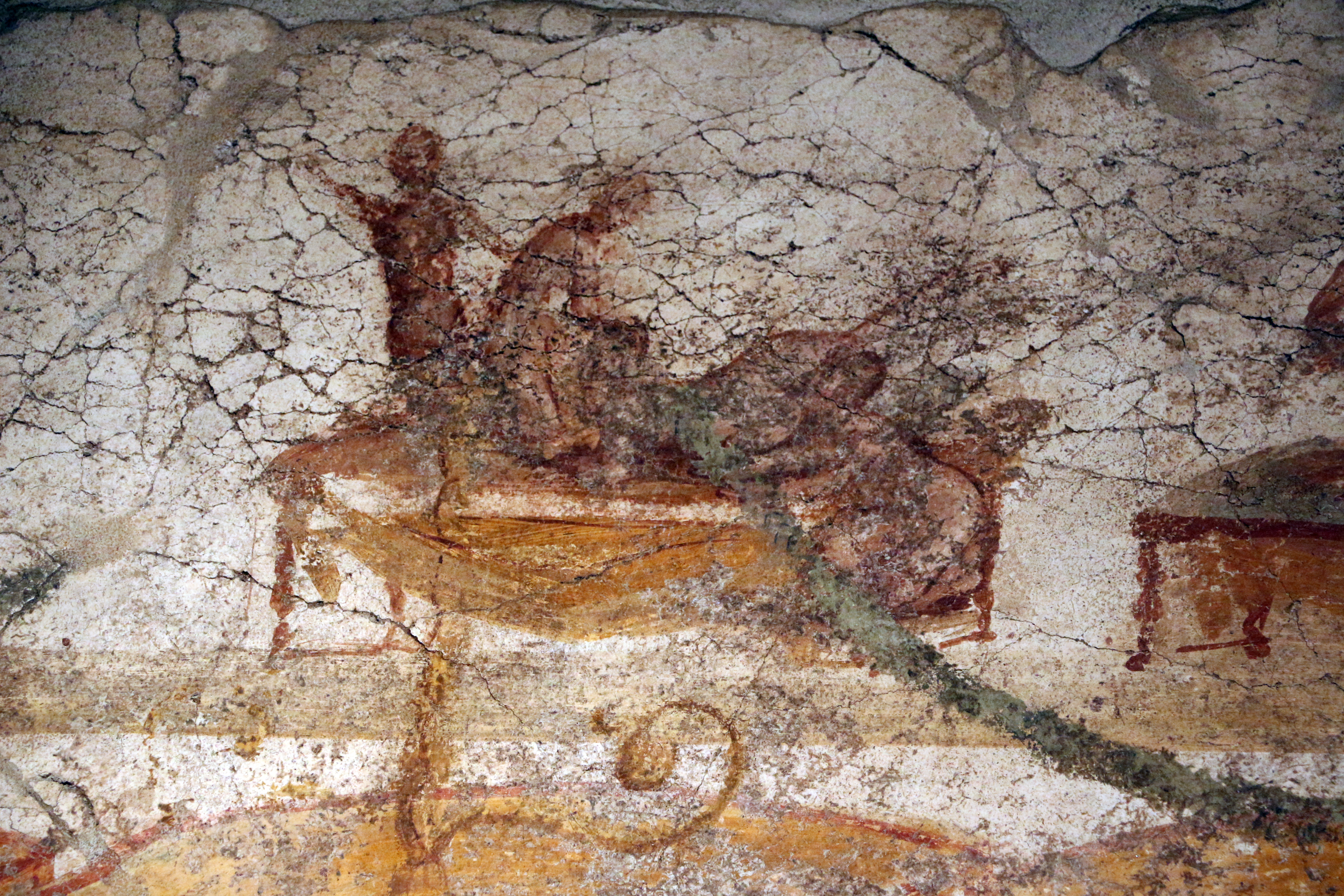
Cunnilingus, fellation et sexe anal entre deux femmes et deux hommes. Peinture murale, Bains suburbains. Pompéi.

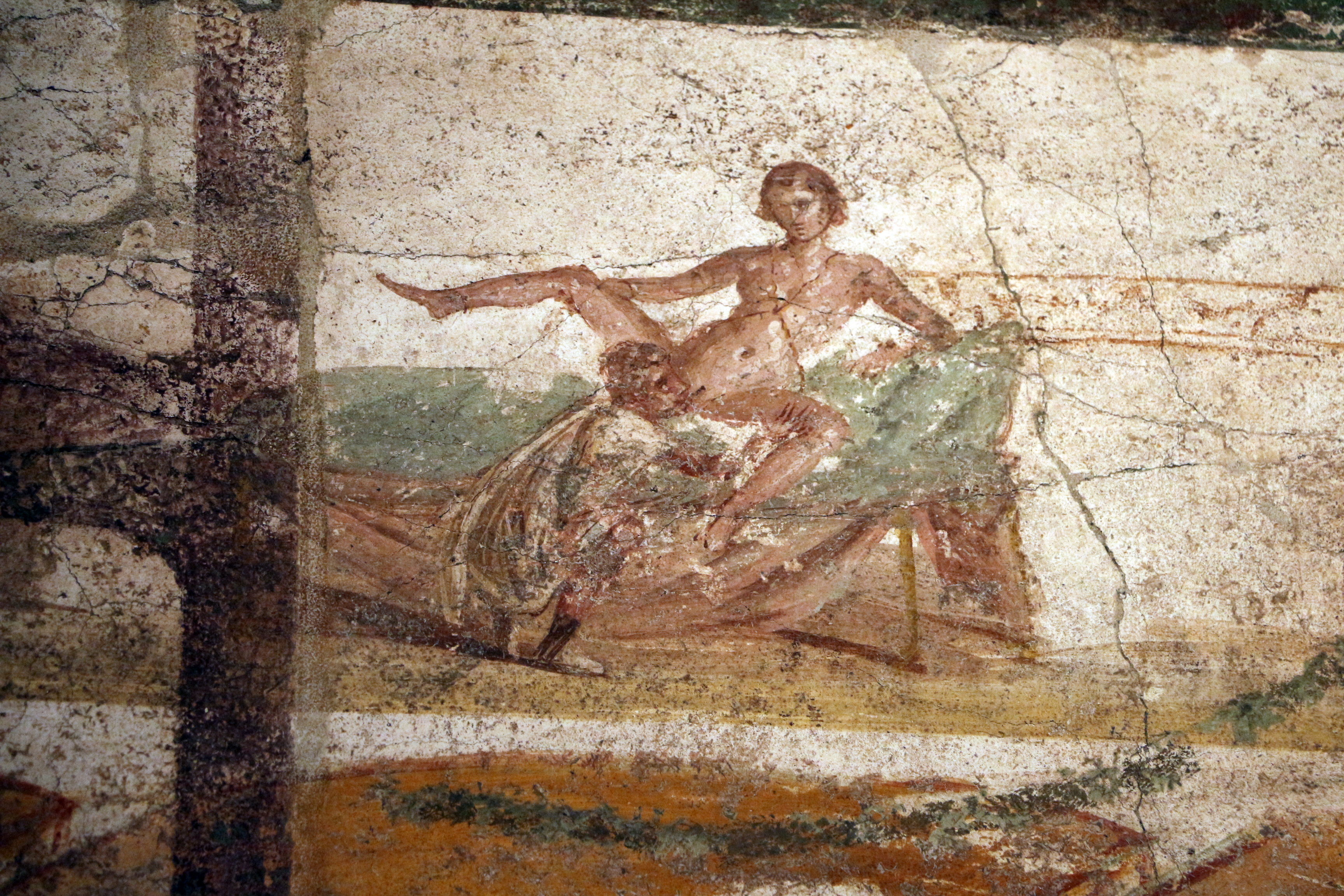
Cunnilingus. Peinture murale. Bains suburbains, Pompéi.

Il y a de nombreuses peintures et sculptures sexuellement explicites dans les vestiges romains de Pompéi et Herculanum mais les significations originelles de ces représentations sont variables. D’une part, dans la « Villa des Mystères » à Pompéi, on peut observer une scène rituelle de flagellation qui est clairement associée à un culte religieux, image dont la signification peut être considérée comme plus religieuse que sexuelle. D’autre part, des peintures dans un bordel décrivant divers actes sexuels sont visibles dans les linteaux au-dessus de chaque porte. Les Romains considéraient les représentations sexuelles comme des décorations de bon goût et un objet comme la coupe Warren tout au plus comme un « amorce-conversation », en effet, les images reflètent les us et pratiques sexuelles de leur culture. Des actes sexuels considérés comme tabous (comme ceux censés salir la pureté de la bouche) sont dépeints dans les salles de bain, dans un but comique. Des représentations de larges phallus étaient fréquentes à l’entrée des habitations, car le phallus était signe de chance. L’un des premiers vestiges trouvés lorsque le complexe fut découvert fut une statue de marbre montrant le dieu Pan ayant un rapport sexuel avec une chèvre, une représentation explicite de zoophilie considérée comme si obscène qu’elle fut longtemps cachée au public et demeure au Musée secret de Naples,,. Elle est actuellement librement exposée.

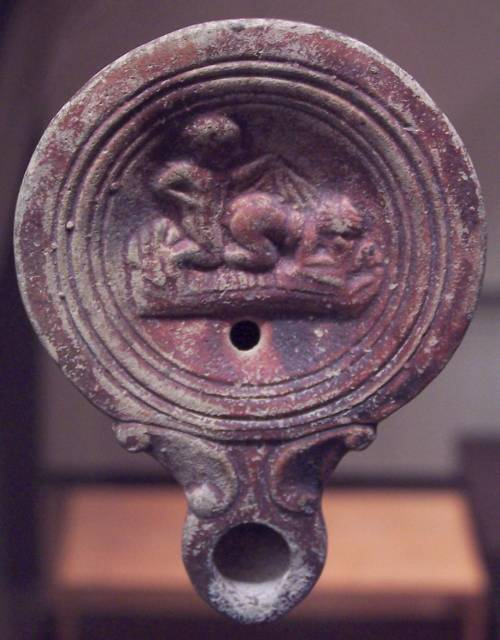
Lampe à huile romaine représentant la position de la levrette.

### Le christianisme
L’iconographie chrétienne s’appuie (ou devrait s'appuyer) sur le deuxième des Dix Commandements: Tu ne feras pas d’image taillée. (Exode 20: 4). Dans son application radicale, cet interdit conduit à l’iconoclasme. En tout état de cause, dans le monde chrétien, la représentation érotique pâtit du lien qui est fait entre la sexualité et le péché originel et tend, sinon à disparaitre, à devenir tabou.
Les scènes érotiques sont courantes sur les enluminures médiévales, mais n’étaient accessibles seulement qu’à ceux qui pouvaient se procurer des livres fabriqués à la main extrêmement chers. La plupart de ces enluminures figurent sur les livres d’heures. Beaucoup de spécialistes de l’époque médiévale pensent que ces images ont satisfait des attentes à la fois érotiques et religieuses pour un livre. D’autres pensent que ces représentations étaient une forme d’attention morale, mais la description de prêtres et autres fonctionnaires de haut rang dans des actes sexuels amènent à penser à des buts politiques.

### Dans les autres civilisations

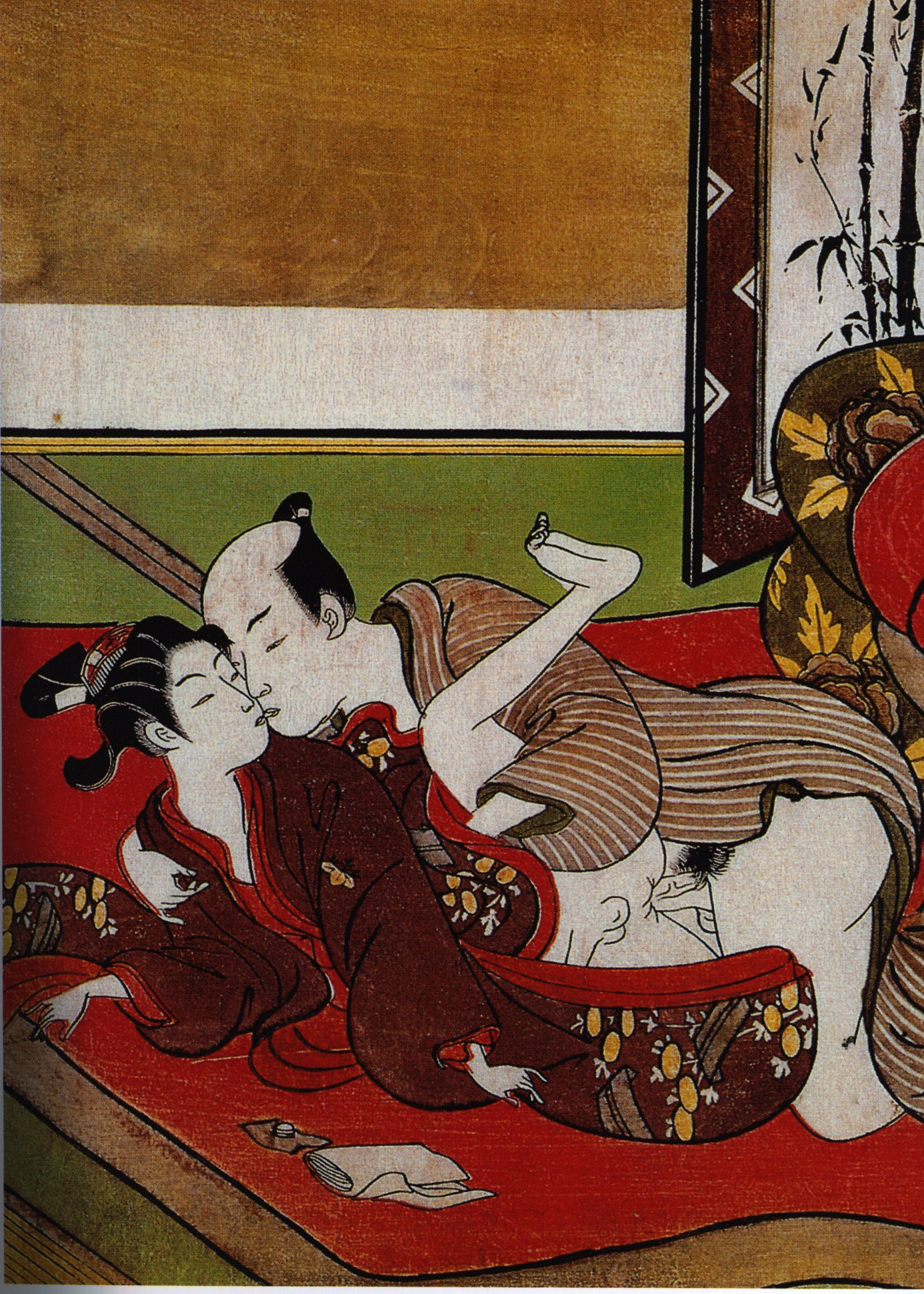
Shunga (Japon)

Les Moches du Pérou sont un autre peuple antique qui représenta des scènes sexuelles explicites dans leur poterie. Leur but, cependant, était bien différent des autres cultures antiques. Les Moches croyaient que le monde des morts était l’opposé exact du monde de la vie. Ainsi, en tant qu’offrandes funéraires, ils réalisèrent des vaisselles représentant des actes sexuels tels que la masturbation, la fellation et la sodomie, actes sexuels n’ayant pas pour but la reproduction. Leur espoir était que, dans le monde des morts, ils prendraient la signification opposée de la fertilité.

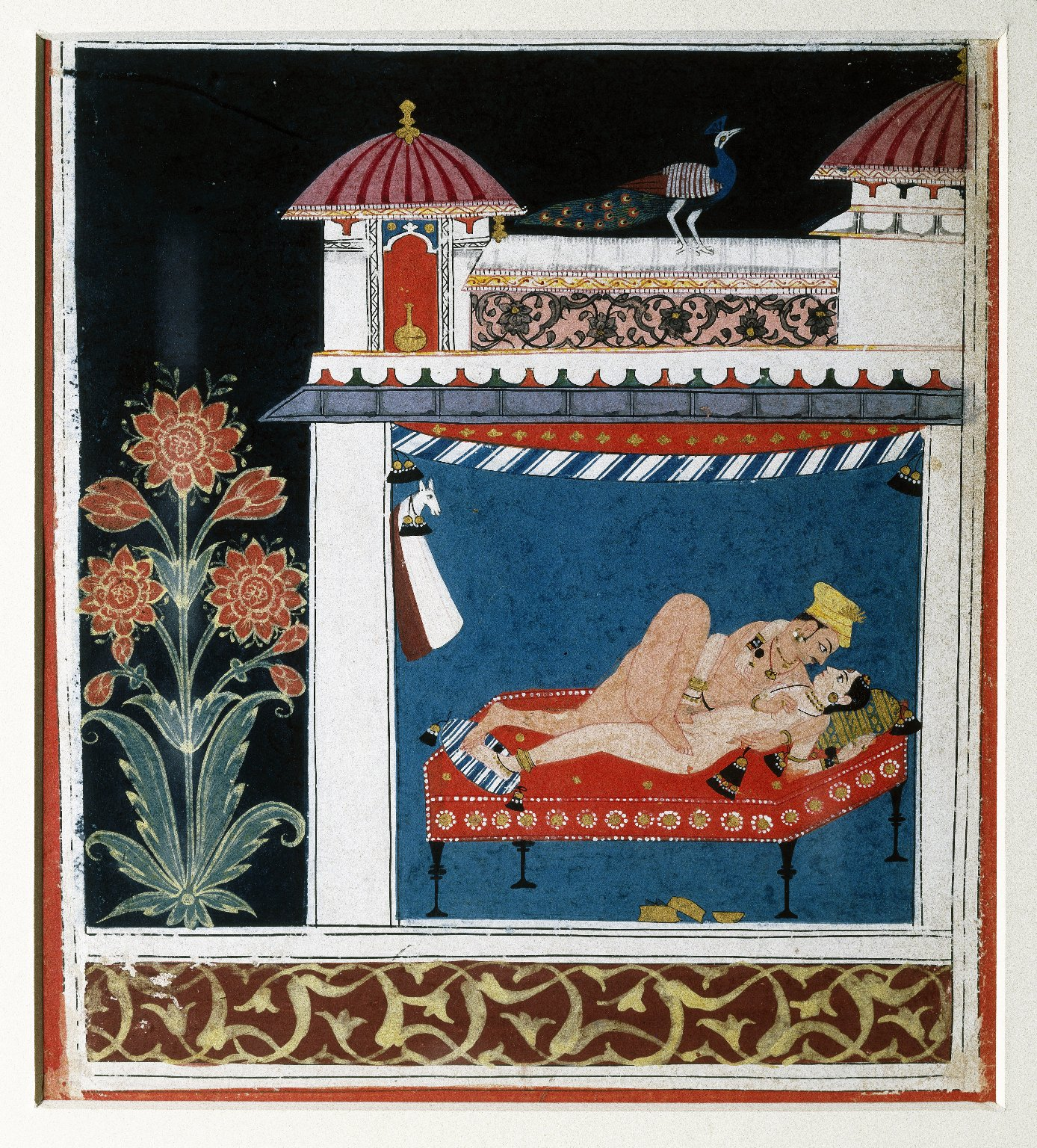
Scènes d'amour. Aquarelle opaque et or sur papier. 1660 -1680.

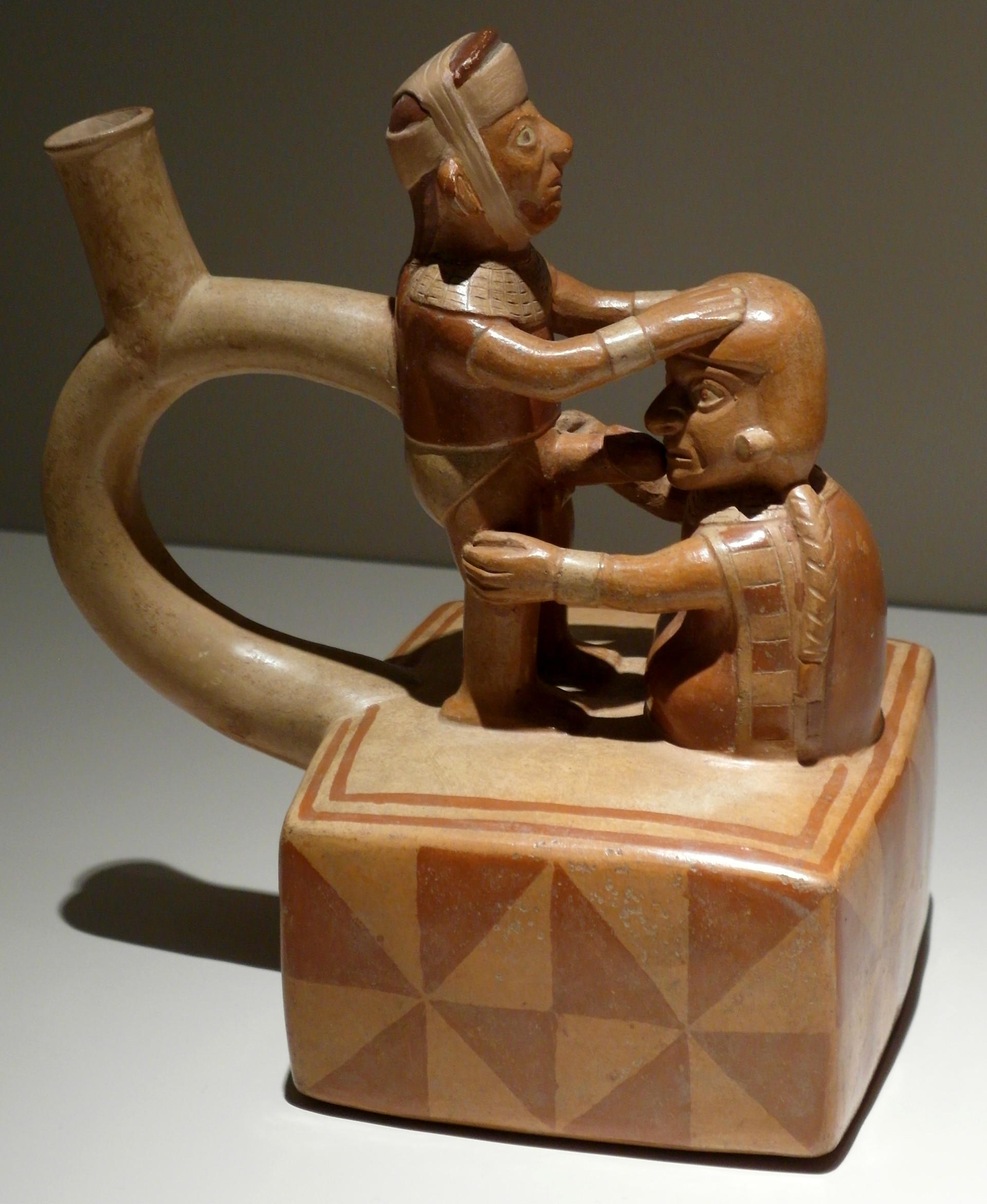
Scène de fellation. Vase en céramique. Moche, Pérou. Musée Larco, Lima. Entre 10 et 800 ans après J.-C.

Il existe une longue tradition de peinture érotique en Asie. Le Japon, la Chine, l’Inde, la Perse et d’autres pays ont produit de grandes quantités d’art célébrant l’acte humain de l’amour. Les œuvres dépeignent aussi bien l’amour entre les hommes et les femmes que celui entre personnes du même sexe. Au Japon, l’art érotique a trouvé son plus grand développement dans les travaux de gravure japonais. Ce style est connu sous le nom de Shunga et certains de ses représentants classiques (comme Harunobu, Utamaro) ont produit un grand nombre d’œuvres. Les rouleaux de papier peints à la main étaient également très populaires. Le Shunga est apparu au XIIIe siècle et a continué à se développer de manière extrêmement populaire jusqu’au XIXe siècle, époque où la photographie a été inventée,. La tradition chinoise de l’érotisme était également très importante, avec des œuvres artistiques érotiques remontant à la dynastie Yuan (1271-1368). L’art érotique de la Chine a atteint son apogée durant la fin de la dynastie Ming (1368-1644),.

## Diffusion de masse

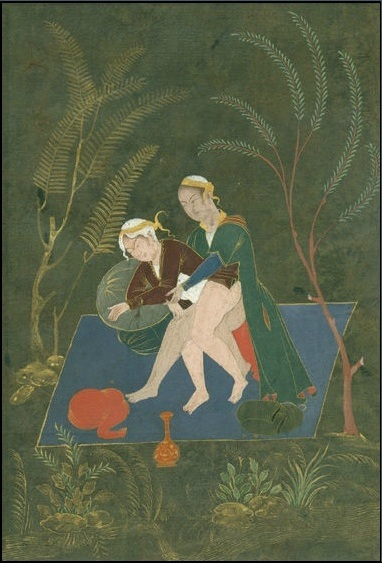
Sexe anal entre deux hommes. Gouache sur papier. Peinture safavide. Galerie de l'Institut Kinsey 1660

Ce n’est que lors de l’invention de l’imprimerie moderne par Johannes Gutenberg que les images sexuelles explicites ont été diffusées à grande échelle dans le monde occidental. Avant cette époque, la diffusion des images érotiques, fabriquées à la main et chères, était limitée aux hommes des classes aristocratiques qui les ont délibérément tenu à l’écart de la classe laborieuse, craignant l’effet que produiraient de telles choses sur la "convoitise animale" des non-instruits. Même le British Museum possède une pièce interdite au public renfermant une collection d’images érotiques antiques donnée par le docteur et aristocrate George Witt en 1865. Les restes de la collection, y compris ses albums, résident toujours dans le compartiment 55, bien que la majorité de cette collection fut récemment intégrée avec d’autres collections du musée.

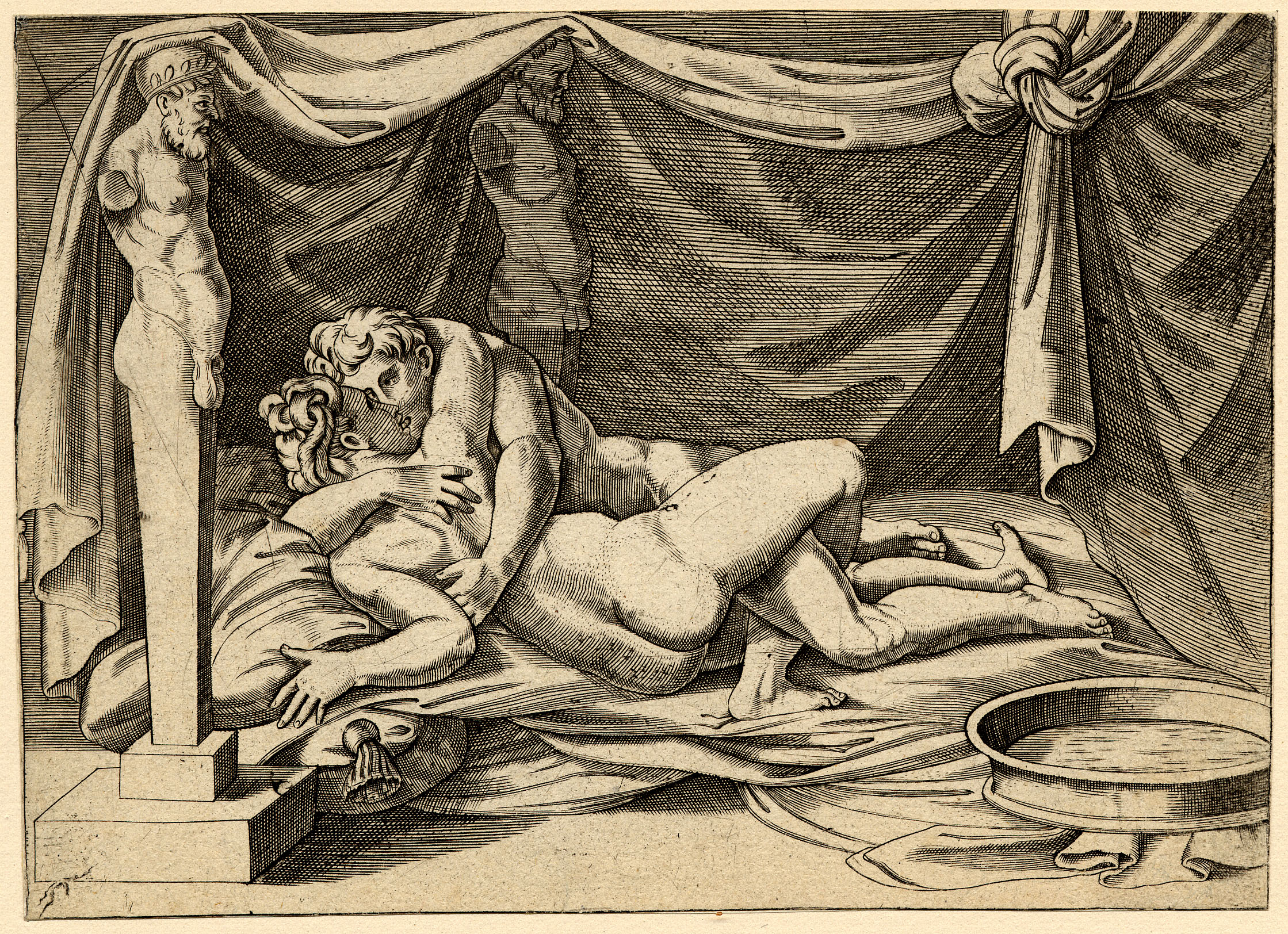
Cette image était liée aux I modi. Le I modi était un livre de scènes sexuelles. Agostino Veneziano ? Gravure, papier. 1510-1520

### Littérature

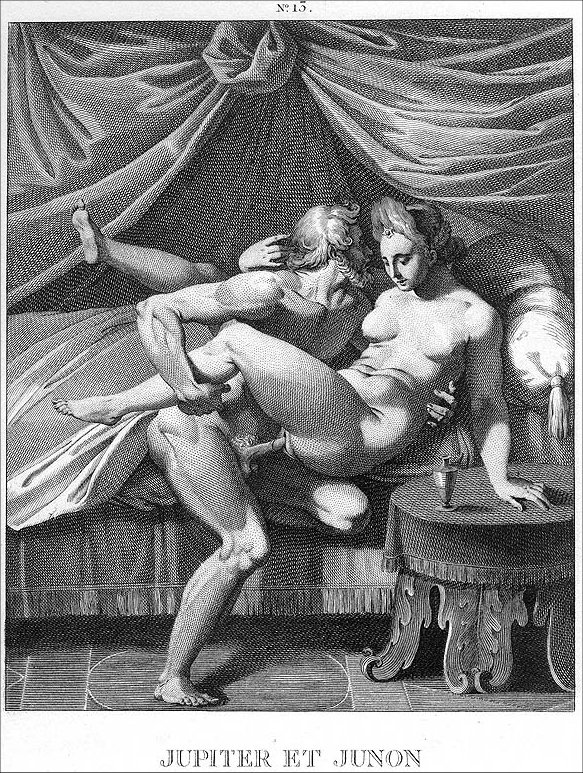
Gravure érotique. Jacques Joseph Coiny. 1798

Au XVIe siècle, une tentative d’impression de matériel érotique causa un scandale quand les Italiens Pietro Aretino (Pierre l'Arétin) et Marcantonio Raimondi ont produit l’I Modi en 1524, un livre illustré de 16 « poses » ou positions sexuelles. Raimondi avait déjà édité l’I Modi une fois par le passé, et fut emprisonné par le pape Clément VII, et toutes les copies des illustrations furent détruites. Raimondi a basé ses gravures sur une série de peintures érotiques que Giulio Romano faisait comme commande pour le Palais du Te à Mantoue. Bien que les deux œuvres aient été très semblables, seul Raimondi fut poursuivi parce que ses gravures pouvaient être vues par le public. Romano n’a pas su pour les gravures jusqu’à ce qu’Aretino visite Romano afin de voir les peintures originales sur lesquelles Romano travaillait toujours. Aretino a alors composé 16 sonnets aux paroles explicites pour être assorti aux peintures et assurer la libération de Raimondi. L’I Modi fut alors édité une deuxième fois, avec les poésies et les images, constituant ainsi la première combinaison érotique de texte et d’images, bien que la papauté saisit une fois de plus toutes les copies qu’elle pourrait trouver. Raimondi échappa cette fois à la prison, mais la censure était si importante qu’aucune copie originale n’a jamais été retrouvée. Le texte existant aujourd’hui n’est qu’une copie d’une copie découverte 400 ans plus tard,.
Au XVIIe siècle, un grand nombre d’œuvres littéraires pornographiques ou érotiques commencent à circuler, la plupart du temps imprimées à Amsterdam, et diffusées illégalement dans divers états européens. Parmi celles-ci figure L’école des Filles, une œuvre française imprimée en 1655 et considérée comme les débuts de la pornographie en France. Il se compose d’un dialogue illustré entre deux femmes, une fille de 16 ans et sa cousine plus mondaine, fait de discussions sexuelles explicites. L’auteur reste inconnu, bien que quelques écrivains aient été condamnés à de courtes peines de prisons comme auteurs supposés de l’œuvre. Dans son célèbre journal intime, Samuel Pepys confie qu’il acheta une copie de l’École des filles pour une lecture solitaire et la brûla ensuite afin qu’elle ne soit pas découverte par son épouse.

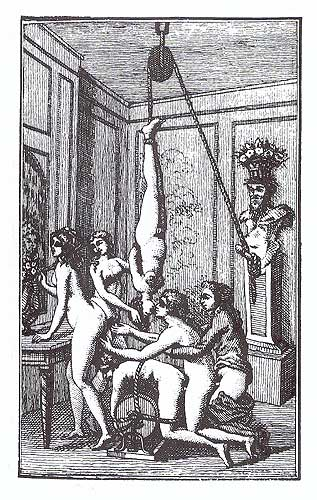
Illustration dans L’Histoire de Juliette du Marquis de Sade.

Durant le Siècle des Lumières, plusieurs des libres-penseurs français ont commencé à exploiter la pornographie à des fins de critique et de satire sociale. La pornographie libertine, constituant une tribune sociale subversive, a souvent visé l’Église catholique et ses attitudes en matière de répression sexuelle. Un marché de brochures explicites, peu coûteuses et produites en série, émergea du fait de la bourgeoisie, créant des inquiétudes dans les classes aristocratiques, qui craignaient que la morale de la classe laborieuse fut corrompue, femmes, esclaves et non-instruits étant considérés comme particulièrement vulnérables à cette époque. Les histoires et les illustrations (vendues dans les galeries du Palais-Royal, avec les services de prostituées) étaient souvent anticléricales et remplies de prêtres, moines et autres nonnes se conduisant mal, une tradition qui subsista dans la pornographie française jusqu’au XXe siècle. Dans la période précédant la Révolution française, la pornographie fut également utilisée à des fins politiques ; Marie-Antoinette était souvent visée et les fantasmes relatifs à ses activités regroupaient des orgies, des activités lesbiennes, la paternité de ses enfants, et des rumeurs au sujet des insuffisances sexuelles supposées de Louis XVI,. Pendant et après la révolution, les célèbres travaux du Marquis de Sade furent publiés. Ils ont souvent été accompagnés d’illustrations et ont constitué un support politique.
En Angleterre, un phénomène similaire apparaît avec la publication de Memoirs of a Woman of Pleasure (Mémoires d’une fille de joie), retitré ensuite sous le nom de Fanny Hill, écrit en 1748 par John Cleland. Alors que ce roman se moquait des conventions littéraires et des styles de son époque, le scandale se porta principalement sur le fait qu’il décrivait une femme, narratrice, qui prenait plaisir dans des actes sexuels dénués de morale. Le texte était fortement explicite d’autant que Cleland usait de nombreux euphémismes pour décrire les actes sexuels et les parties du corps, allant jusqu’à utiliser cinquante termes différents pour nommer le pénis. L’Église d’Angleterre demanda aux autorités d’interdire le livre et l’auteur fut arrêté et inculpé, bien que des exemplaires du livre continuèrent à se vendre sous le manteau et il fut l’un des livres les plus réimprimés en anglais. Ce livre fut cependant interdit aux États-Unis jusqu’en 1963 et au Royaume-Uni jusqu’en 1970.

### Photographie

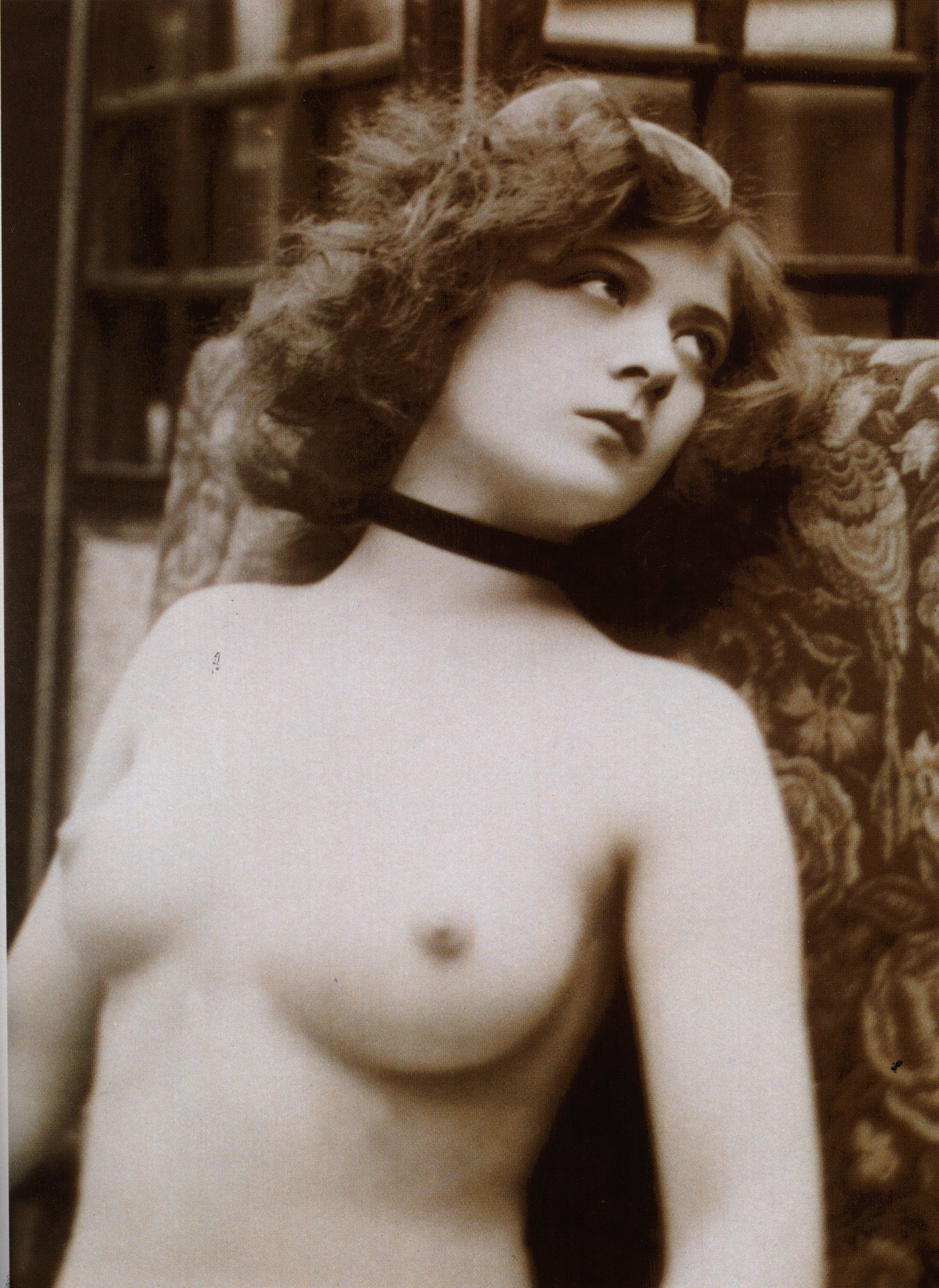
Photographie de nu du XIXe siècle.

En 1839, François Arago présenta le premier procédé de photographie de Jacques Daguerre à l’Académie des sciences et des Beaux Arts française. À la différence des procédés photographiques précédents, ses daguerréotypes permettaient une qualité et des détails jusqu’alors jamais atteints, et ne se dégradaient pas avec le temps. La nouvelle technologie ne passa pas inaperçue des artistes désireux de dépeindre d’une manière nouvelle le corps féminin. Traditionnellement, une académie était un exercice de nu fait par un peintre pour maîtriser le corps masculin ou féminin. Chacun de ses travaux devait être enregistré auprès du gouvernement français et approuvé par celui-ci s’il voulait pouvoir être vendu. Bientôt, des photographies de nu furent enregistrées en tant qu’académie, et lancées sur le marché comme support et aide aux peintres. Cependant, le réalisme de la photographie au regard de celui de la peinture rendit les photographies intrinsèquement plus érotiques. Dans Nude photography, 1840–1920, Peter Marshall affirmait alors que « dans le climat moral régnant à l’heure de l’invention de la photographie, les seules photographies du corps officiellement autorisées étaient celle servant de support pour la production des études de l’artiste. Plusieurs des exemples de daguerréotypes ne sont clairement pas de ce style et possèdent une sensualité qui les classe clairement en tant qu’images érotiques ou pornographiques. »,.
Les daguerréotypes n’étaient cependant pas dénués d’inconvénients. Le principal problème résidait dans le fait que chaque image était un original, et que tout le processus n’utilisait pas encore de négatifs. En outre, les premiers daguerréotypes demandaient des temps de pose de l’ordre de trois à quinze minutes, les rendant impraticables pour la photographie de scènes. À la différence de l’art pictural d’antan, l’action était impossible à montrer. Les poses demandées aux modèles devaient être tenues pendant une longue période. C’est pour cette raison que l’image pornographique standard n’incluait pas plusieurs personnes dans des scènes sexuelles, mais se résumait à la photographie de femmes seules exposant leurs parties génitales. Ces photographies étant extrêmement coûteuses, leur coût pouvant atteindre l’équivalent du salaire d’une semaine, le public de ces nus était pour la plupart composé d’artistes et de personnes des classes supérieures de la société. Il était d’ailleurs de meilleur marché de louer les services d’une prostituée que de posséder une image de nu dans les années 1840. Le stéréoscope, inventé en 1838, devint extrêmement populaire pour visionner des daguerréotypes, et notamment les images érotiques. Cette technologie produisait un type de vue tridimensionnelle parfaitement adapté à la vue d’images érotiques. Bien que des milliers de daguerréotypes à caractère érotique furent produits, seulement 800 sont aujourd’hui visibles. Cependant, leur unicité et leur valeur traduisent le fait qu’elles étaient par le passé les jouets d’hommes riches. En raison de leur rareté, certains travaux peuvent se vendre pour plus de 10 000 livres.

En 1841, William Henry Fox Talbot fit breveter le procédé de calotype, premier procédé permettant d’obtenir un négatif papier et donc la possibilité de reproduire des images par simple tirage. Cette invention permit la production d’un nombre de tirages illimité, à partir d’un simple négatif. En outre, la réduction du temps d’exposition permit l’émergence d’un véritable marché grand public pour les photographies à caractère pornographique. Cette technologie fut immédiatement utilisée pour reproduire des portraits nus, et Paris devint bientôt le centre de ce commerce.

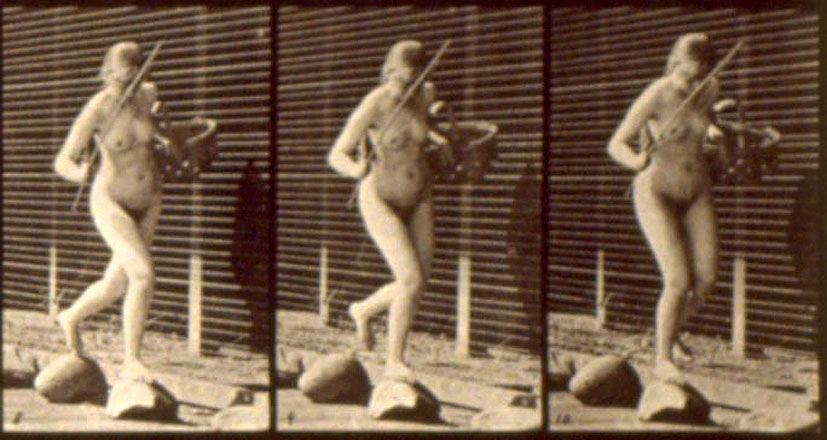
Photographie de Eadweard Muybridge: femme marchant nue.

 En 1848, seulement treize studios de photographies existaient à Paris ; en 1860, on en dénombrait plus de 400. La plupart d’entre eux en profitèrent pour vendre illicitement de la pornographie aux masses qui avaient alors les moyens de se la procurer. Les images étaient également vendues près des gares, par des représentants de commerce et des femmes dans les rues qui les cachaient sous leur robe. Elles furent souvent produites en série de quatre, de huit ou de douze exemplaires, et exportées principalement vers l’Angleterre et les États-Unis. Les modèles ainsi que les photographes étaient généralement de la classe ouvrière, et il fut de plus en plus difficile d’utiliser l’argument artistique pour poser. À partir de 1855, plus aucune photographie de nu n’était enregistrée comme académie, et le commerce de ces photographies restait clandestin pour échapper à toute poursuite.
La tradition pornographique victorienne en Grande-Bretagne repose sur trois éléments principaux : les photographies françaises, les publications érotiques (vendues dans les magasins de la rue de Holywell Street, une longue avenue de Londres aujourd’hui disparue, remplacée par Aldwych), et la littérature imprimée. La possibilité de reproduire des photographies en masse a contribué à la montée d’un nouveau type de marché, le marché de la pornographie. Plusieurs de ces revendeurs ont tiré profit du système postal en envoyant à leurs abonnés des cartes photographiques dans des emballages opaques. Ainsi, le développement d’un système postal international fiable a facilité les débuts du commerce de pornographie.

### Presse et magazine

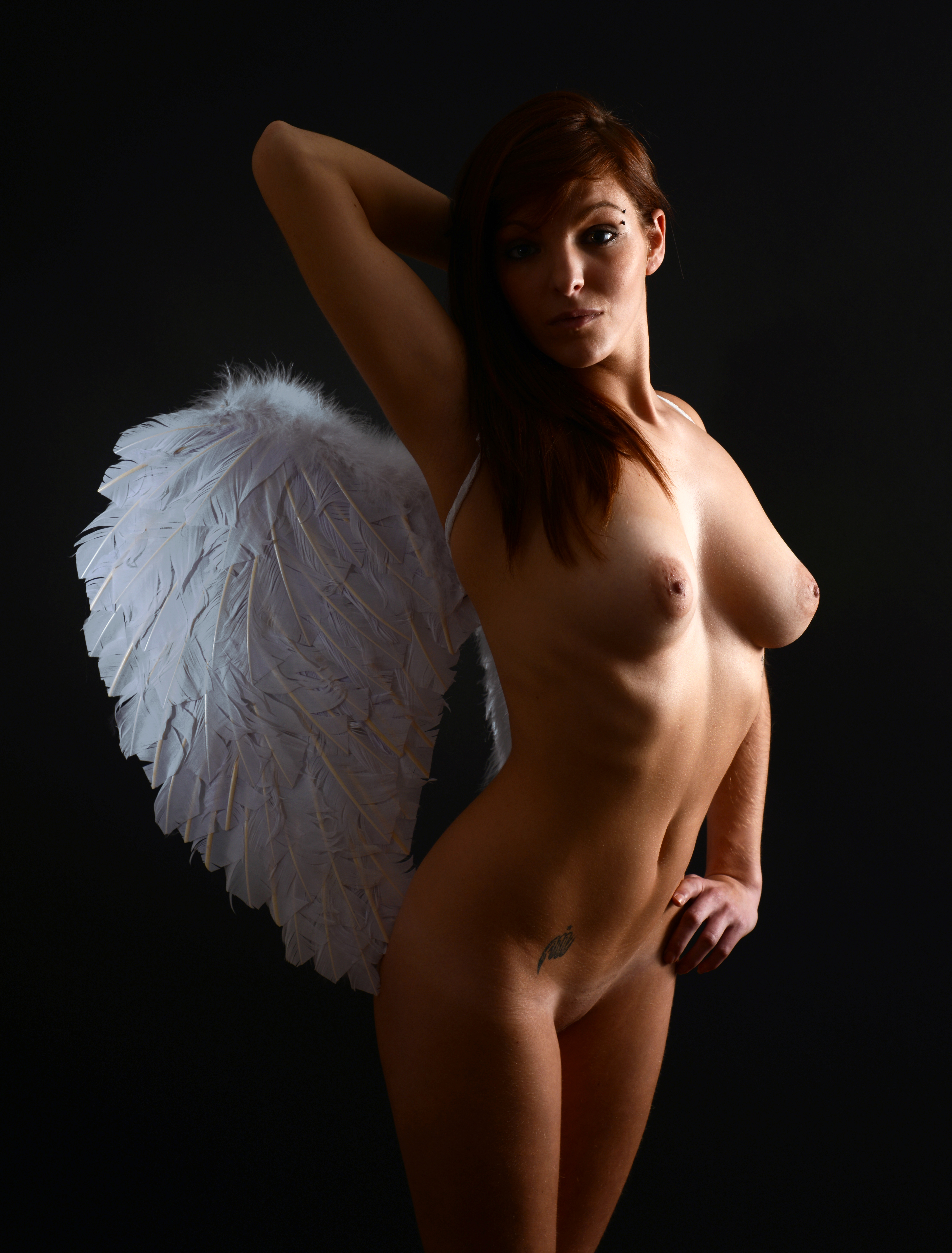
Beauté ailée de Jean-Christophe Destailleur - Représentation contemporaine d'un nu

En 1880, l’invention de l’impression par point de trame, utilisée aujourd’hui dans la presse magazine, permet la reproduction à grande échelle de photographies. Cette invention permet à la pornographie et à l’érotisme de prendre des directions nouvelles à l’aube du XXe siècle. Les nouvelles méthodes d’impression permettaient donc une reproduction facile d’images photographiques en noir et blanc, alors que les imprimeurs étaient auparavant limités à la gravure, à l’estampe ou au dessin pour l’illustration. Grâce à ce procédé d’impression et de reproduction, la pornographie passe pour la première fois au stade du marché grand public, accessible quantitativement et financièrement plus que jamais elle ne l’avait été auparavant.
Les premiers magazines sont apparus en France et comportaient des photographies de femmes nues (souvent, des actrices burlesques étaient utilisées comme modèles) ou à demi-dénudées, tant à l’intérieur que sur la couvertures de ceux-ci. Alors que ces photographies pourraient être qualifiées d’érotiques « soft » aujourd’hui, elles étaient tout à fait choquantes pour l’époque. Bientôt, les magazines érotiques prirent la forme de magazines artistiques, ou de magazines célébrant le culte du naturisme, avec des titres tels que Photo Bits, Body in Art, Figure Photography, Nude Living et Modern Art for Men. Health and Efficiency, débuté en 1900, était un magazine typiquement naturiste au Royaume-Uni.
La pornographie sur papier prit aussi la forme de bande dessinée, dans des ouvrages comiques connus sous le nom de Tijuana bibles, ou Dirty Comics, produits aux États-Unis à partir des années 1920 et ce jusqu’à l'apparition des magazines sur papier glacé. Ces petits livres, souvent très mal réalisés, détournaient des séries populaires telles que Jikes (La Famille Illico), Little Orphan Annie, Popeye, ou encore Mickey Mouse.
Dans les années 1940, le mot « pin-up » fut inventé pour décrire les images tirées des magazines ou calendriers masculins et accrochées au mur par les soldats américains durant la Seconde Guerre mondiale. Alors que les photos des années 1940 se concentraient plus particulièrement sur les jambes, la poitrine féminine prit dans les photographies érotiques de plus en plus d’importance dans les années 1950. Betty Grable et Marilyn Monroe furent deux des pin-up les plus populaires de leur époque. Durant la seconde moitié du XXe siècle, l’érotisme et la pornographie ont évolué au sein de magazines tels que Playboy, Penthouse ou Modern Man dans les années 1950.

### Cinématographie

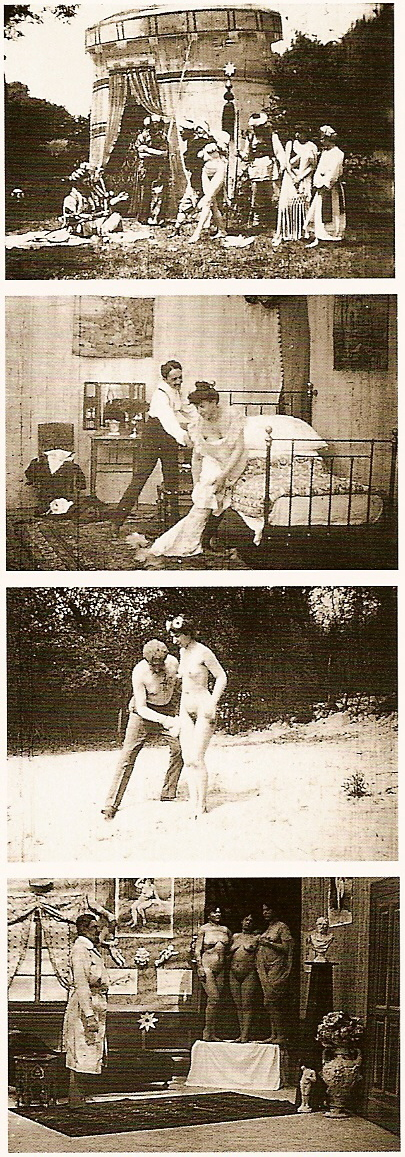
Images tirées d’un film érotique autrichien de Johann Schwarzer (vers 1906).

L'autre progrès technologique qui a profondément modifié la perception et la représentation de l’érotisme est l’apparition du cinéma. William Kennedy Laurie Dickson, employé de Thomas Alva Edison, a inventé la première pellicule à celluloïd et fixa sa taille de 35mm, une norme toujours utilisée aujourd’hui. Il a travaillé ensuite sur le kinétoscope, ou « peep show », dont il est l’inventeur sur une idée d'Edison, premier appareil de prise de vues de l’histoire du cinéma dans lequel pouvait défiler en boucle un film. Cet appareil fut l’ancêtre du projecteur de cinéma.
Dickson quitta Edison et créa sa propre société qui produisit le « mutoscope », une forme de projecteur avec manivelle. Ces machines pouvaient produire de petites animations grâce à un système de rotation cylindrique d’images, tirées de morceaux réels de pellicule. Ces machines se trouvaient souvent dans les stations en bord de mer, et montraient (habituellement) de petites séquences de déshabillage de femmes ou des scènes où celles-ci jouaient le modèle d’un artiste. En Grande-Bretagne, elles se firent connaître sous le nom de « What the butler saw » (« Ce que le maître d’hôtel a vu »), tirant son nom du titre d’un des tout premiers et l’un des plus célèbres films pornographiques de cette époque,.
L’idée de projeter un film sur un écran devant un public est une invention européenne. En 1895, Robert W. Paul et Auguste et Louis Lumière effectuent les premières démonstrations publiques de leur projecteur cinématographique. Des films pornographiques sont produits presque immédiatement. L'un des pionniers du film érotique est Albert Kirchner, qui réalise pour Eugène Pirou le premier film encore disponible aujourd’hui. Le film de 1896 Le Coucher de la mariée montre l'actrice Louise Willy effectuant ce qui ressemble à un striptease (le film est tronqué: on n'en a sauvé que 2 des 7 minutes). Assez curieusement, les historiens rappellent qu’Albert Kirchner est aussi le premier réalisateur à avoir tourné un film sur la vie du Christ (La Passion du Christ, aujourd'hui disparu). Le film d'Albert Kirchner a inspiré nombre de films qui montrent des femmes se dévêtant (scènes grivoises à caractère piquant), dont les bénéfices financiers sont immédiats,.
Selon certaines réflexions esthétiques, cette conjonction de l'invention du cinéma et de pornographie n'est pas fortuite mais signale une tentation inhérente au septième art. En effet, le cinéma serait doté d'une puissance de réalisme telle qu'il serait toujours tentant d'asservir autrui à travers l'écran. Le cinéma permettrait de réaliser le fantasme d'une prévisibilité totale de l'autre par l'image et sa force.
Étant donné que Pirou est quasiment inconnu en tant que réalisateur de films pornographiques, c’est souvent d’autres films qu’on qualifie de premiers films pornographiques. Selon l’ouvrage de Patrick Robertson Film Facts, « le film pornographique le plus ancien est probablement L’Écu d’or ou la Bonne Auberge » réalisé en France en 1908 ; le film raconte l’histoire d’un soldat las qui a une aventure avec la domestique d’une auberge. Le film argentin El Satario pourrait être encore plus ancien ; on estime sa date de réalisation entre 1907 et 1912. Patrick Robertson écrit également que « les films pornographiques les plus anciens encore visibles aujourd’hui sont contenus dans la collection américaine de Kinsey. Un film démontre comment les premières conventions pornographiques furent établies. Le film allemand Am Abend (1910) est un film de dix minutes débutant sur une femme seule se masturbant dans sa chambre, et évoluant vers des scènes dans lesquelles elle s’adonne avec un homme à la fellation et la pénétration anale. »
Bientôt illégaux, ces films étaient, à partir des années 1940 et pendant de nombreuses années, produits clandestinement par des amateurs. Le traitement du film nécessitait un temps et des ressources considérables avec, par exemple, des personnes utilisant leur baignoire pour le traitement des pellicules. Les films étaient alors distribués en privé ou par l’intermédiaire de représentants de commerce bien que la possession ou la visualisation de tels films étaient passibles de prison,.
L’époque d’après-guerre a vu le développement stimuler la croissance d’un marché grand public. L’évolution des techniques de développements, avec en particulier l’apparition des formats de film 8mm et super 8 ont engendré une utilisation répandue du film amateur.

### Vidéo et support numérique

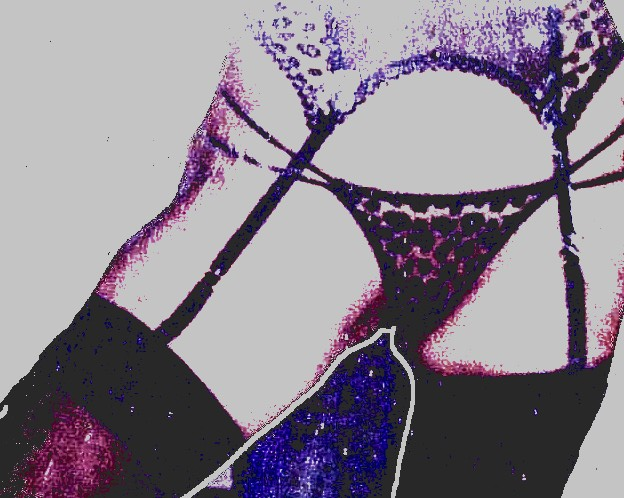
Image numérique érotique retravaillée

À partir de 1982, la plupart des films pornographiques furent tirés sur le support de meilleur marché et plus commode que constitue la cassette vidéo. Beaucoup de réalisateurs ont au début résisté à cette tendance, principalement en raison de la qualité différente d’image que la cassette vidéo produisait ; toutefois, ceux qui adoptaient cette technologie gagnaient la plupart du marché car le nouveau format vidéo cassette était plébiscité par le public. Ce changement de technologie s’est rapidement effectué, de manière totale, jusqu’à ce que les réalisateurs se rendent compte que continuer à tourner sur pellicule n’était plus viable économiquement. Ce changement eut comme conséquence une possibilité de visualisation des films pornographiques dans les foyers et hors des salles de cinéma, et sonna la fin de l’âge des productions pornographiques à gros budget. La pornographie retourna à ses racines premières et s’étendit jusqu’à couvrir tous les fétichismes possibles, le tournage étant devenu très peu coûteux. Au lieu d’une production passée se chiffrant en centaines de films pornographiques annuels, des milliers de films étaient maintenant produits chaque année, incluant aussi les compilations de scènes sexuelles de vidéos existantes,.
Les CD-ROM érotiques furent populaires vers la fin des années 1980 et au début des années 1990 parce qu’ils apportèrent un élément d’interactivité jusqu’alors inconnu. Cependant, leur qualité inférieure était un inconvénient et la baisse de leur vente arriva avec le développement d’Internet. À l’image de la révolution opérée par la cassette vidéo, l’Internet devient très vite la source de pornographie préférée pour nombre de gens, offrant l’intimité, l’anonymat, et la possibilité d’interagir et de correspondre avec d’autres personnes. La récente explosion des nouvelles technologies numériques telle que les appareils photo numériques, et leur accessibilité, ont contribué à brouiller la frontière entre films, photographies et productions érotiques amateurs et professionnelles. Les nouvelles technologies permirent l’émergence et l’accessibilité à un équipement permettant facilement de produire et de réaliser des films. Une grande partie de la pornographie d’aujourd’hui est produite par des amateurs. Les médias numériques furent révolutionnaires dans le fait qu’ils permirent à des photographes ou des réalisateurs de manipuler des images telle que ça n’avait jamais été possible.